# Gioiosa (spada)

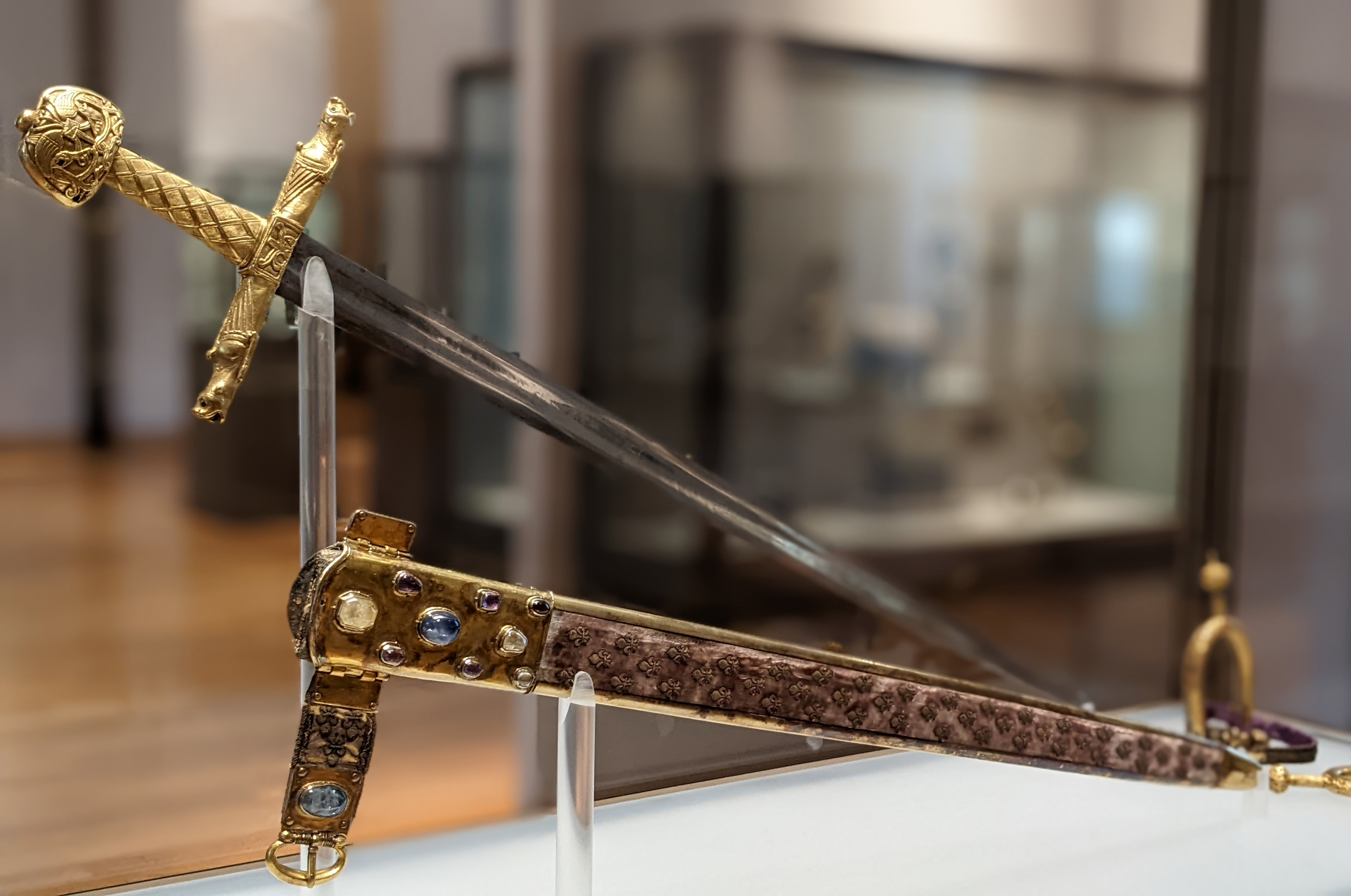
La spada conservata al Museo del Louvre, forse la Gioiosa

Gioiosa è il nome della mitologica spada di Carlo Magno.
Lo stesso nome, di origine ignota, figura anche nei racconti della Tavola Rotonda, attribuito stavolta alla spada di Lancillotto. Alcune leggende raccontano che fu forgiata per contenere la Lancia Sacra nel pomello, mentre altre sostengono che fu fabbricata con gli stessi materiali della Durlindana di Orlando e della Cortana di Ogier il Danese.
La Chanson de Roland la descrive così nella lassa CLXXXIII:
Dont Notre Seigneur fut blessé sur la Croix.

Charles, grâce à Dieu, en a la pointe. 

Il l'a fait enchâsser dans un pommeau d'or. ; 

En raison de cet honneur et de cette grâce,

Le nom de Joyeuse fut donné à l'épée.

Les barons français ne doivent pas l'oublier :

C'est de là que vient « Montjoie », leur cri de guerre ;

C'est pourquoi aucun peuple ne peut leur résister.»
Settecento anni dopo Thomas Bulfinch riportò che Carlo Magno utilizzò Gioiosa per decapitare Corsuble, comandante saraceno e nominare cavaliere Ogier.
Gioiosa compare anche nel ciclo di Guglielmo d'Orange: l'ameride ricevette in dono la spada dalla mani di Carlo Magno e la portò sempre con sé in battaglia. Alla morte della moglie Guiborc, Guglielmo si ritirò in convento portando con sé la spada.
cil qui la fist en ot bone soldee;

.II. ans i mist ans que fust aceree.»
Gioiosa era di duro acciaio temprato, 
colui che la fece è stato ben ricompensato; 
impiegò due anni prima che fosse affilata.
(Bataille Loquifer, LX, 3115-7)
Attualmente esistono due spade che potrebbero essere Gioiosa: una conservata al Louvre, lì trasferita dopo essere stata conservata nell'Abbazia di Saint-Denis, l'altra è nel tesoro imperiale a Vienna. Una leggenda, comunque, sostiene che la vera Gioiosa sia stata sepolta con Carlo Magno.

## Galleria d'immagini

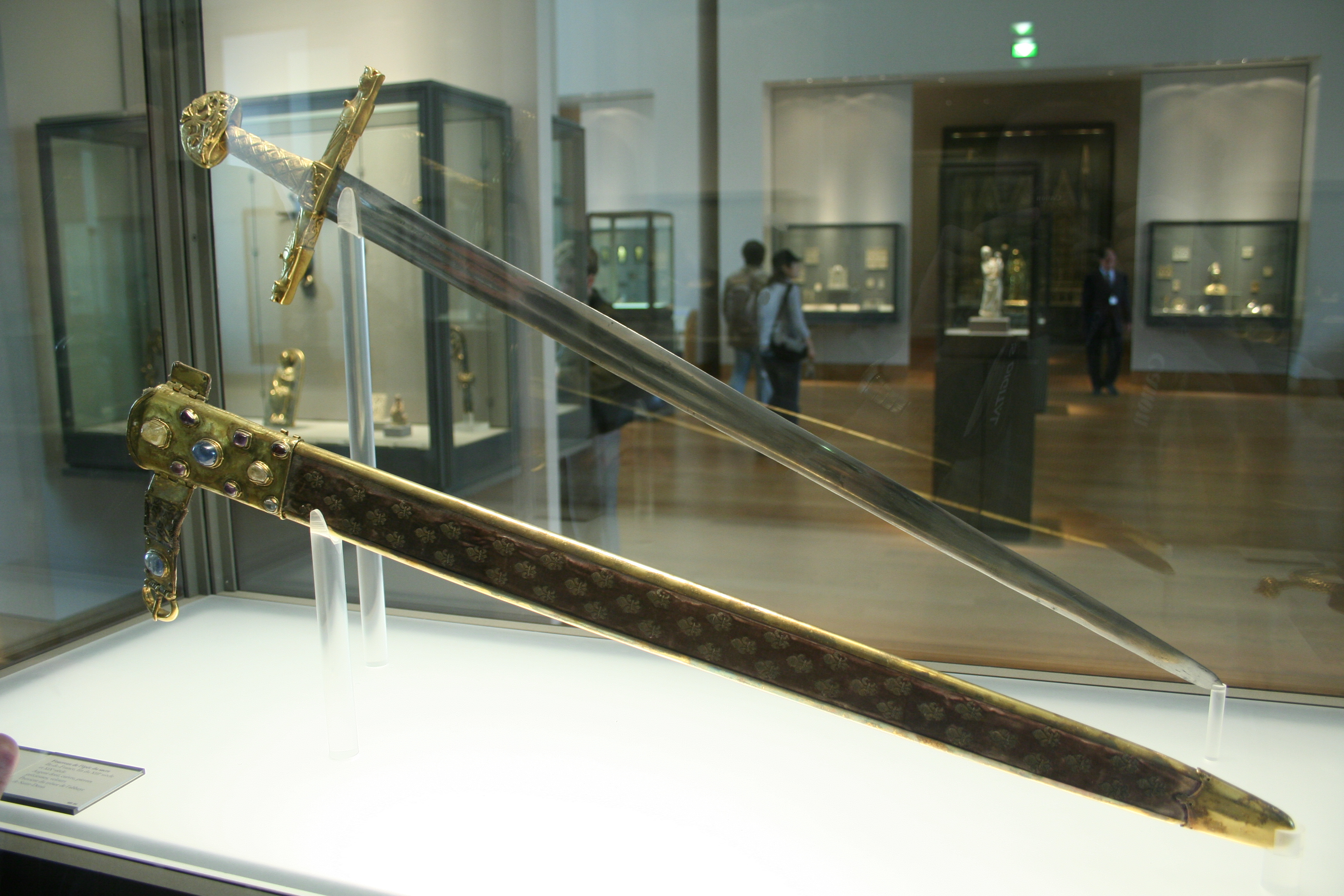
Joyeuse
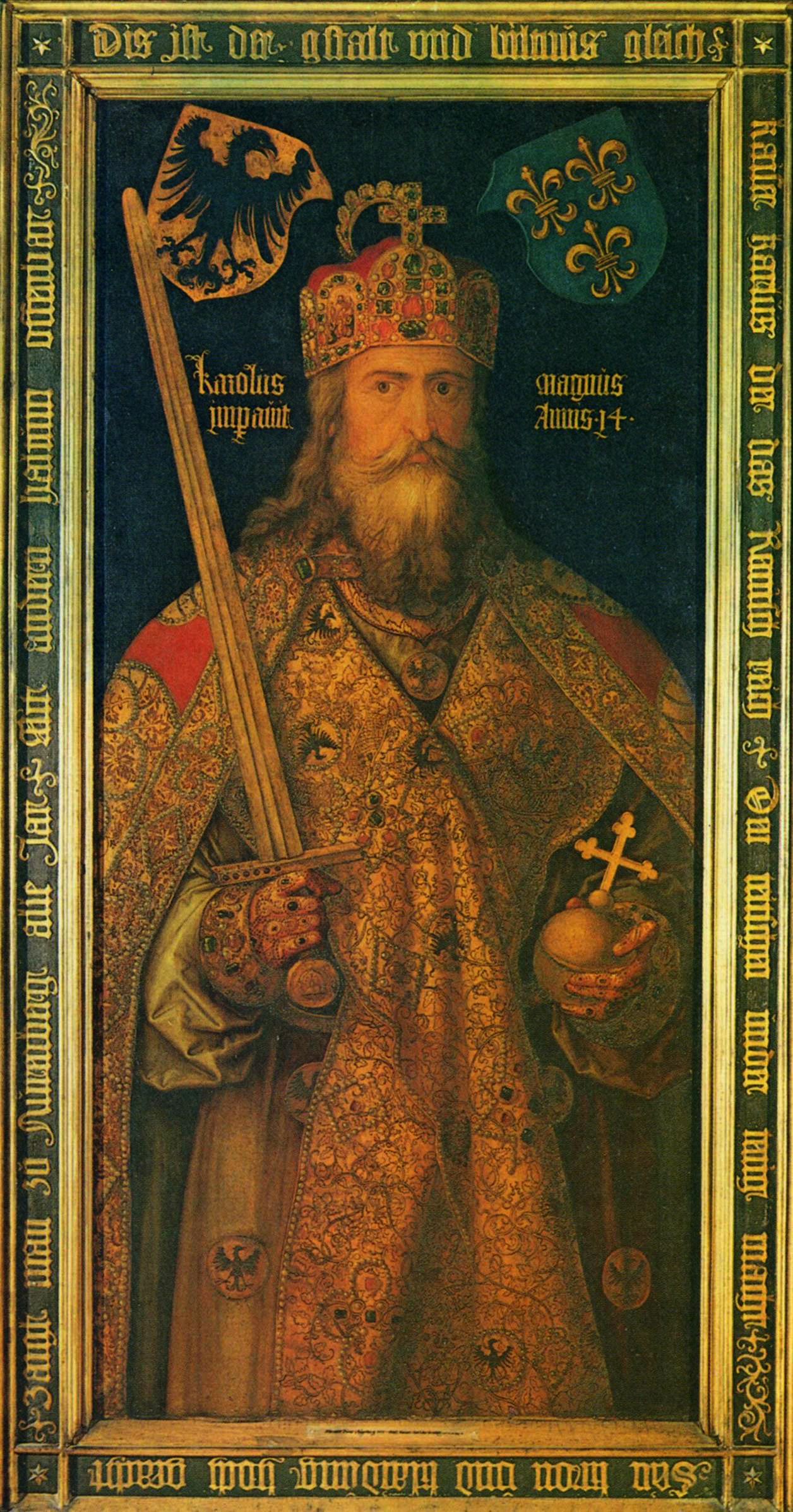
Carlo Magno